# Євстахій Єловіцький
Євста́хій Єлові́цький (також Єловицький, пол. Eustachy Jełowicki; 21 серпня 1886, Львів — 15 березня 1930, там само) — католицький релігійний діяч, священик РКЦ, викладач.

## Біографія
Доктор теології та філософії (1930). В 1921—1930 роках обіймав Теребовлянську парафію на Тернопільщині; за його участі у Теребовлі збудована базиліка — парафіяльний костел Петра і Павла в 1920-х роках. Викладав  психологію релігії у Варшавському університеті.Історія римо-католицької базиліки бере свій початок з 1924 року, коли з ініціативи ксьондза Євстахія Яловіцького було закладено та освячено перший камінь під будівництво костелу.

## Праці
Автор книг:
- «Студії над американізмом» (т. 1, незакін.),
- «На порозі суспільної психології релігії» (обидві — 1929) та низки інших наукових праць.